# Bad Girl (песня Аврил Лавин)
«Bad Girl» — песня франко-канадской исполнительницы и автора песен Аврил Лавин. Седьмой трек из её одноименного пятого студийного альбома. Является региональным синглом в Канаде.

## Описание
Ещё с начала 2012 года периодически ходили слухи о сотрудничестве певицы с популярным шок-рокером Мэрилином Мэнсоном, что вызывало в своё время бурные обсуждения в фэндомах обоих исполнителей. Позднее эта информация была подтверждена. Bad Girl была одной из самых ожидаемых песен из альбома ещё до официального подтверждения. А после релиза альбома она стала одной из наиболее любимых треков для различных критиков.

## О композиции
«Bad Girl» — быстрая, ритмичная, с несколько танцевальным мотивом, композиция, выполненная в традиционном для Мэнсона стиле индастриал-метал. Большое влияние также оказали панк-рок 80-х годов, современный хард-рок и элементы хэви-метала.

## Мнение критиков
Песня получила преимущественно положительные оценки от критиков. Стивен Томас Эрльвин из «Allmusic» назвал Bad Girl одной из самых значимых песен в альбоме, но при этом назвав её просто «липучей». Джейсон Липшуц в своей рецензии от «Billboard» назвал песню «очень пошлой, слегка небрежной — настоящей, черт возьми, рок-музыкой». Ник Катучи из «Entertainment Weekly» просто назвал её «готически чёрной, но чрезвычайно бодрящей».
Роберт Куртси из «Digital Spy», как и Стивен Эрльвин из «Allmusic», назвал композицию «наиболее яркой в альбоме». Более того, он сказал, что «трек напоминает панк-рок 80-х и именно в таком направлении стоит идти певице в будущем» Hiu Yuen Yip из «Edge of the Punk» охарактеризовал композицию как «свежую, отличную рок/метал композицию. не навязчивую, но очень заметную»